# Nasale (gromada)
Nasale – dawna gromada (najmniejsza jednostka podziału terytorialnego Polskiej Rzeczypospolitej Ludowej w latach 1954–72) z siedzibą GRN w Nasalach.
Gromady, z gromadzkimi radami narodowymi (GRN) jako organami władzy najniższego stopnia na wsi, funkcjonowały od reformy reorganizującej administrację wiejską przeprowadzonej jesienią 1954 do momentu ich zniesienia z dniem 1 stycznia 1973, tym samym wypierając organizację gminną w latach 1954–1972.
Gromadę Nasale z siedzibą GRN w Nasalach utworzono – jako jedną z 8759 gromad na obszarze Polski – w powiecie kluczborskim w woj. opolskim, na mocy uchwały nr VII/21/54 WRN w Opolu z dnia 4 października 1954. W skład jednostki weszły obszary dotychczasowych gromad Nasale, Gosław i Pszczonki ze zniesionej gminy Łowkowice w tymże powiecie oraz przysiółek Pogorzałka z dotychczasowej gromady Gola ze zniesionej gminy Zdziechowice w powiecie oleskim w tymże województwie. Dla gromady ustalono 11 członków gromadzkiej rady narodowej.
Gromadę zniesiono 31 grudnia 1961, a jej obszar włączono do gromad: Łowkowice (wsie Psczonki i Gosław) i Roszkowice (wsie Nasale i Helenów) w tymże powiecie.